# It's Not Me, It's You
It's Not Me, It's You es  nombre del segundo trabajo discográfico de la cantante británica Lily Allen. Fue lanzado al mercado el martes 10 de febrero de 2009.
El título se basa en una expresión londinense (al igual que Alright, Still) para mandar a los niños a un sitio apartado para reflexionar si han hecho algo malo. 
La propia cantante puso cuatro maquetas de canciones (I Could Say, Never Gonna Happen, Fuck You y 'Who'd Have Known) en su Myspace para que el público se dé cuenta y opine acerca del cambio de ritmo que ha tenido el álbum, pasando del pop-rock-ska a un pop un tanto electrónico. 
Esta última canción ("Who'd Have Known") pudo no incluirse en el disco debido a que el estribillo está (no intencionadamente) copiado de la canción de Take That "Shine", como reconoce la propia Lily, pero finalmente sí fue incluida, figurando como coescritores los escritores de dicho tema "Shine".

## Lista de canciones
| N.º | Título               | Duración                 |  |
| 1.  | «Everyone's at It»   | 4:19                     |  |
| 2.  | «The Fear»           | 3:27                     |  |
| 3.  | «Not Fair»           | 3:21                     |  |
| 4.  | «22»                 | 3:05                     |  |
| 5.  | «I Could Say»        | 4:03                     |  |
| 6.  | «Back to the Start»  | 4:11                     |  |
| 7.  | «Never Gonna Happen» | 3:26                     |  |
| 8.  | «Fuck You»           | 3:35                     |  |
| 9.  | «Who'd Have Known»   | 3:48                     |  |
| 10. | «Chinese»            | 3:27                     |  |
| 11. | «Him»                | 3:15                     |  |
| 12. | «He Wasn't There»    | 5:24 Total length: 46:00 |  |

### Bonus tracks
| Japan edition |              |                          |  |
| N.º           | Título       | Duración                 |  |
| 13.           | «Kabul Shit» | 3:45                     |  |
| 14.           | «Fag Hag»    | 2:57 Total length: 52:42 |  |

| UK & iTunes edition |                                                             |                          |  |
| N.º                 | Título                                                      | Duración                 |  |
| 13.                 | «The Fear (acoustic) US Bonus Track»                        | 3:26                     |  |
| 14.                 | «He Wasn't There (acoustic) US Pre-Order Only Bonus Track»  | 2:50                     |  |
| 15.                 | «Who'd Have Known (acoustic) US Pre-Order Only Bonus Track» | 3:49 Total length: 56:05 |  |

## Sencillos

### The Fear
"The Fear" es el primer simple del álbum. Fue publicado a finales de 2008 junto con su videoclip, en el que aparece Lily en una gran mansión con un montón de sirvientes y regalos y finalmente, grandes celebraciones hacia ella. El vídeo, junto con el tema, critica a la gente que no tiene vergüenza ninguna y hace todo lo que se le pasa por la cabeza solo por llamar la atención y ser famosa. Debutó en el puesto número 1 en e Reino Unido, donde permaneció durante cuatro semanas consecutivas siendo el sencillo que más tiempo duró en el número 1 de 2009. También alcanzó las primeras diez posiciones en diversos países, como Australia, Nueva Zelanda e Irlanda.

### Not Fair
"Not fair" Fue lanzado como segundo sencillo del álbum el 20 de marzo de 2009 a través de descarga digital y el 16 de mayo en CD físico. Éste fue lanzado por primera vez en la radio por el DJ Ken Bruce en la BBC Radio, dos días antes del lanzamiento del álbum, y fue editada a 2:04, quitando la línea "Oh I lie here in the wet patch in the middle of the bed, I'm feeling pretty damn hard done by, I've spent ages giving head".

### Fuck You
"Fuck You" es el tercer sencillo promocional del álbum, Allen realizó un vídeo para la canción en el que aparece en un día cotidiano, saliendo de un hotel y altera el estado de las cosas con su mano, como ampliar el peinado de un hombre.

### 22
"22" fue lanzado como cuarto simple de It's not me, it's you en agosto de 2009. La canción habla de una chica de 22 años que prometía un futuro a su corta edad. Pero ya casi teniendo 30 años se da cuenta de que sus sueños no se han hecho realidad, aun teniendo un trabajo estable, está inconforme. No hay rastro de lo que ella una vez soñó. Pero aun así, ella sigue adelante.

### Who'd Have Known
"Who'd Have Known" es el quinto sencillo, estrenado en octubre de 2009. Al principio del video muestra a Lily obsesionada por Elton John, por lo que se hace pasar por su chófer, en el auto Lily cierra las puertas y lo lleva a su casa, llegando lo amarra a una silla, con cuerdas atadas a sus pies y con una cinta en la boca, transcurre el video viendo como Lily convive con él, al final del video se muestra a Lily junto al famoso viendo la tele, cuando el famoso se da cuenta de que Lily se queda dormida, logra desatarse de las cuerdas de los pies y escapar.

## Posicionamiento en lista

### Semanal
| Gráfico (2009)                           | Pico de posición |
| ---------------------------------------- | ---------------- |
| Australia (ARIA)                         | 1                |
| Austria (Ö3 Austria)                     | 21               |
| Bélgica (Ultratop flamenca)              | 5                |
| Bélgica (Ultratop valona)                | 22               |
| Canadá (Billboard Canadian Albums)       | 1                |
| Lista no reconocida: CroatiaCombined\|19 |                  |
| República Checa (ČNS IFPI)               | 11               |
| Países Bajos (Album Top 100)             | 17               |
| European Albums (Billboard)              | 2                |
| Finlandia (Suomen Virallinen Lista)      | 11               |
| Francia (SNEP)                           | 11               |
| Alemania (Offizielle Top 100)            | 17               |
| Irlanda (IRMA)                           | 3                |
| Italia (FIMI)                            | 41               |
| México (Top 100 México)                  | 50               |
| Nueva Zelanda (Recorded Music NZ)        | 9                |
| Noruega (VG-lista)                       | 26               |
| Polonia (ZPAV)                           | 35               |
| Escocia (Scottish Albums Chart)          | 1                |
| España (PROMUSICAE)                      | 93               |
| Suecia (Sverigetopplistan)               | 14               |
| Suiza (Schweizer Hitparade)              | 6                |
| Reino Unido (UK Albums Chart)            | 1                |
| Estados Unidos (Billboard 200)           | 5                |

## Lanzamiento
| País   | Fecha                 |
| ------ | --------------------- |
| España | 10 de febrero de 2009 |